# Андреевский, Иван Ефимович
Ива́н Ефи́мович Андрее́вский, Андриевский (13 [25] марта 1831, Санкт-Петербург — 20 мая [1 июня] 1891, Санкт-Петербург) — русский юрист, историк права, педагог и общественный деятель, редактор первых восьми томов «Энциклопедического словаря Брокгауза и Ефрона» (1890—1891). Профессор и ректор (1883—1887) Императорского Санкт-Петербургского университета, действительный статский советник (1872). Директор Санкт-Петербургского Императорского археологического института (1885—1891), заведующий кафедрой энциклопедии и истории русского права Императорского училища правоведения.

## Биография
Родился в Санкт-Петербурге 13 (25) марта 1831 года в семье гоф-медика, позднее — доктора медицины и хирургии Ефима Ивановича Андреевского, который в своё время считался одним из лучших медиков столицы и был одним из учредителей и первым президентом «Общества русских врачей» в Петербурге; мать — Олимпиада Васильевна, урождённая Коренева. Старший брат И. Е. Андреевского — Николай.
Первоначальное образование получил в 1-й петербургской гимназии, директором которой состоял тогда известный профессор Петербургского университета П. Д. Калмыков. Советы и указания Калмыкова направили первые студенческие работы Андреевского, да и потом он до самой смерти своего наставника продолжал пользоваться его вниманием и дружбой. Многим обязан И. Е. Андреевский и советам другого своего профессора — К. А. Неволина, который приохотил его к историческим изысканиям в области русского права, и память которого благодарный ученик почтил изданием полного собрания его сочинений (СПб., 1857—1860). Но при выборе специальности он не последовал советам Неволина, уговаривавшего его посвятить себя гражданскому праву. Так как сухие абстрактные формулы гражданского права не привлекали молодого учёного, ему хотелось живого общественного дела, его больше манили коренные вопросы государственной жизни, науки политические, и он специализировался по ним.
Окончив в 1852 году юридический факультет Императорского Санкт-Петербургского университета со степенью кандидата, он немедленно начал готовиться к экзамену на магистра, а для ознакомления с практикою судебного дела в России зачислился в камеру петербургского губернского прокурора, должность которого занимал в то время Н. Г. Богуславский, сумевший тотчас же понять научные интересы молодого юриста и потому открывший ему все пружины административного и судебного механизма.

### Защита магистерской диссертации. Концепция полицейского права
В 1854 году Андреевский защитил магистерскую диссертацию «О правах иностранцев в России до половины XV столетия» (СПб., 1854), в которой он пришёл к тому выводу, что «древняя история прав иностранцев в России свидетельствует о правильнейшем взгляде русских на чужеземцев и потому имеет большее внутреннее достоинство, чем история прав иностранцев у прочих европейских народов». Он указывал при этом на право (в Древней Руси) свободного приезда и выезда иностранцев, на широкую веротерпимость русских, на предоставление иностранцам права владеть домами в городах и т. п. Некоторая идеализация древнерусских порядков и нравов соединяется в этом положении магистранта с истинно гуманным взглядом на государственные и международные отношения — взглядом, которому он оставался верен во всех своих сочинениях. Разработанная И. Е. Андреевским концепция полицейского права как права, регулирующего деятельность всех членов общества, а не только и не столько полиции, по осуществлению в рамках своих компетенций и полномочий всех юридически-властных общественно-необходимых охранительных функций (охрану материального и духовного благосостояния общества, включая охрану общественных физического, психического и социального здоровья, безопасности, нравственности, правопорядка, природы, культуры, промышленности, сельского хозяйства, сферы услуг и т. д.) была основана на историко-правовом методе и, в отличие от административного права, подобно международному праву базировалась на Правовом обычае. А. Я. Вышинский на Первом Совещании советских правоведов по вопросам государства и права в 1938 году потребовал полного отказа от той части административного права, которая была связана с полицейским правом, поэтому в СССР и постсоветских странах полицейское право трансформировалось только в медицинское право, в то время как в большинстве стран полицейское право воплотилось также в административном и таможенном праве.

### Преподавание, административная и общественная деятельность
В 1855 году Андреевский напечатал pro venia legendi рассуждение «О договоре Новагорода с немецкими городами и Готландом, заключённым в 1270 году» (СПб.) и в качестве приват-доцента начал читать в Петербургском университете лекции государственного (в помощь Калмыкову) и полицейского права. Результатом лекции было его «Русское государственное право» (т. I. Введение и часть I: О правительстве. СПб., 1866) — в котором впервые сделана была попытка разъяснить исторические основы нашего государственного права и осветить его с точки зрения западноевропейской науки. Двумя годами раньше вышла его докторская диссертация: «О наместниках, воеводах и губернаторах» (СПб., 1864). Здесь Иван Ефимович проявил всю свою способность связывать вопросы науки с насущными потребностями времени, способность, которою отличалась вся его долголетняя деятельность, научная и общественная. Тема, избранная им для диссертации, имела важное современное значение и близко касалась практического осуществления одной из величайших реформ царствования Александра II. Труд этот наглядно выясняет необходимость в подробном изучении истории отечественного законодательства для развития начал его в ближайшем будущем. В предисловии автор говорит о благотворном значении только что вводившегося «Положения о земских учреждениях». Великое начало самоуправления должно было, по справедливому замечанию докторанта, во всех отношениях изменить к лучшему характер губернаторской власти. К этой же губернаторской власти Иван Ефимович возвращается и в одной из позднейших статей своих: «Реформа исполнительной полиции в России» (в «Сборнике государственных знаний», СПб., 1878). Центр тяжести этой реформы, по словам автора, лежит в должности губернатора. Для занятия этой должности, стоящей рядом с органами самоуправления, необходим достаточно высокий политический ценз. Только при таком условии возможны гармония полицейской практики с деятельностью общества, земства и земской полиции.
В 1855 году Андреевский одновременно с началом лекций в университете занял в Училище правоведения освободившуюся вследствие смерти Неволина кафедру энциклопедии и истории русского права, которую он занимал до самой своей кончины. Да и в университете не одно только государственное и полицейское право служило предметом его чтений. Обширные и многосторонние сведения делали Ивана Ефимовича неоценимым членом факультета, по поручению которого он попеременно читал едва ли не на всех кафедрах, какие только оказывались вакантными. Но любимейшим предметом его занятий и чтений было полицейское право, на котором он окончательно остановился в 1859 году, когда со смертью Калмыкова прекратил преподавание государственного права. Одаренный большим ораторским талантом, своеобразной, но в высшей степени приятной дикцией, Иван Ефимович приковывал к себе всеобщее внимание слушателей, когда с высоты профессорской кафедры ратовал за великие начала свободы личности и общественного самоуправления. Серьёзны были сведения, которые многочисленные слушатели выносили из этих красноречивых лекций, но ещё важнее было личное влияние лектора. Глубоко западали в сердца будущих судей и администраторов великие начала законности и самоуправления, а приветливость любимого профессора, его неизменная готовность помочь в затруднениях, его снисходительность к ошибкам и увлечениям молодости вселяли любовь и уважение к деятелям науки и оставляли самые светлые воспоминания о годах студенчества. Работая упорно, почти не зная досуга, обремененный многочисленными серьёзными занятиями по различным научным отраслям, не считая его обширной общественной деятельности, Иван Ефимович всегда находил ещё время для частных бесед, никому не отказывая в своей авторитетной поддержке, указании, совете и помощи. Все это делало его одним из наиболее популярных профессоров в Российской империи, и на его необязательных лекциях по различным специальным вопросам полицейского права (чаще всего о пауперизме) теснились многочисленные студенты различных факультетов: наряду с юристом сидел естественник и филолог.
По главному предмету своих многосторонних занятий Иван Ефимович издал курс «Полицейского права» (2 т., СПб., 1872; 2-е доп. изд. — 1874), который и в начале XX века оставался единственным у нас полным курсом этой науки. Он распадается на два отдела, учение о безопасности и учение о благосостоянии, и, таким образом, обнимает все учение об управлении. В этом труде, обширном по размеру и стройном по выполнению, автор проводит свою основную мысль о свободе частной инициативы и о содействии общества и государства в тех случаях, когда силы частного лица оказываются недостаточными для всестороннего развития личности. По каждому специальному вопросу мы находим здесь теоретические начала, добытые научным анализом, исторические данные и изложение действующих законодательств всех стран. Благодаря такому богатству содержания значение этого труда далеко выходит за пределы того круга, для которого он первоначально предназначался: это не только учебник, но и целая энциклопедия политических наук, настольная книга для всех деятелей земского и городского самоуправления.
В 1883 году Совет университета избрал И. Е. Андреевского на должность ректора, удержанную им по введении нового устава 1884 года. Его ректорство совпало едва ли не с самым тяжёлым периодом университетской жизни. Ломка старых порядков и создание новых держали его в крайне напряжённом состоянии. Потребовалась вся его неисчерпаемая энергия, вся его изумительная изобретательность и неиссякаемая любовь к молодёжи, чтобы согласить противоположные интересы, умиротворить пылкие элементы. И все пережившие эту тяжелую эпоху никогда не забудут той кротости и мягкости, которой Иван Ефимович разрешил поставленную ему задачу. Несмотря на занятость не забывал он и Общество русских врачей, первым президентом которого был его отец, и все силы университета направил на решение поставленных этим обществом задач сбережения и размножения народа. В 1887 году Андреевский оставил ректорство и вместе с тем и профессуру в Петербургском университете. Однако в скромной квартире бывшего ректора и профессора по-прежнему можно было встретить молодых студентов, которые никогда его не слушали, но много о нём слышали; они обращались к нему за материальною помощью, просили советов и указаний в своих научных занятиях и никогда не встречали отказа. В 1888 году харьковский профессор К. К. Гаттенбергер издал «Репетиториум полицейского права, составленный по курсу проф. И. Е. Андреевского» (2 ч., Харьков), а сам Андреевский в последние месяцы своей жизни приступил к обработке 3-го издания своего курса.
Иван Ефимович Андреевский служил родине не на одном поприще ученом и педагогическом, это был и выдающийся общественный деятель. В годы реформ он, как весьма опытный юрист, был приглашаем в некоторые правительственные комиссии, и его мнения по разным вопросам имели значение руководящее. Но особым вниманием Ивана Ефимовича пользовались земское и городское самоуправление и в частности общественное управление столицы, которое неоднократно обращалось к нему за советами и указаниями, особенно по организации санитарной части и общественного призрения. Так, когда организовалась городская комиссия общественного здравия, Иван Ефимович составил для неё свод действовавших законов по охранению общественного здравия, послуживший основанием для разработки всех последующих обязательных постановлений столичной думы по этому предмету. В последние годы центром его общественной деятельности служило основанное в 1877 году «Русское общество охранения народного здравия», которое в значительной степени обязано своим упрочением и развитием энергии и самоотвержению Андреевского, сумевшего сплотить вокруг общества и председателя его Н. Ф. Здекауера лучшие медицинские силы столицы. При непосредственном содействии своего вице-президента, Ивана Ефимовича Андреевского, общество выработало целый ряд мер к оздоровлению Петербурга, введению в общую жизнь гигиенических начал, к распространению кулинарных сведений в образованном классе. Нормальные столовые с их дешевою и здоровою пищею, школы кулинарного искусства — все это создания энергии И. Е. Андреевского и его самоотверженного служения обществу. Вся общественная деятельность его клонилась к одной цели: к обеспечению участи беднейшего класса населения.
В основе всех его планов лежала мысль, что современные города совершенно не подготовлены к той роли, к которой предназначили их экономические перевороты последнего столетия, создав из них крупные центры с громадным контингентом необеспеченного люда. Оценивая в надгробной речи эту сторону деятельности Андреевского И. Е., профессор Василий Иванович Сергеевич сказал:

«Кое-что успел он осуществить, многому содействовать, но все это только ничтожная часть его планов и проектов. Иван Ефимович обладал крупным талантом организатора и для осуществления своих идей умел находить людей, умел отыскивать и средства. Но гораздо больше идей унёс он с собою в могилу. Только близкие ему люди знают, сколько проектов, сколько планов роилось в этом предприимчивом и самоотверженном деятеле, какие широкие идеи оставил он неразработанными».

В 1885 году Иван Ефимович, ещё будучи ректором университета, назначен был и директором Археологического института, где он занимал кафедру «науки об архивах». Свои взгляды на эту науку изложил он в статьях Архивоведение и Архивы, помещенных в «Энциклопедическом словаре». Недолго состоял Иван Ефимович директором Института, но немало послужил этому замечательному учреждению, созданному частной инициативой. Он явился непосредственным продолжателем учредителя Института — Н. В. Калачева и энергичным организатором по осуществлению его планов и предначертаний. В течение шести лет, то есть до самой своей кончины, Иван Ефимович приложил самую горячую любовь, самую беззаветную преданность, все свои обширные знания к поддержке и возведению на надлежащую высоту этого полезного учреждения, стоящего во главе целой семьи губернских учёных архивных комиссий, заботящихся об изучении и охранении отечественной старины.
В последние два года жизни Иван Ефимович большую часть своего времени уделял упорному и кропотливому труду редактирования «Энциклопедического словаря». Предоставив естественно-научную и техническую часть отдельным специалистам, он всю свою энергию, все свои познания приложил к улучшению и расширению гуманитарного отдела. Всю жизнь свою посвятив распространению в русском обществе гуманитарных знаний, он пожелал закончить это служение родине изданием «Энциклопедического словаря», которое считал делом наиболее целесообразным и соответствующим потребностям времени, потому что оно дает возможность в объективной форме ознакомить русское общество с плодами западноевропейской мысли и культуры и подвести итоги всему, что сделано по изучению родной страны. Такова мысль, побудившая его принять на себя тяжёлый труд редактора «Энциклопедического словаря». Издание это стало излюбленным делом Ивана Ефимовича. Без устали работал он как редактор, как рядовой сотрудник, как организатор обширного предприятия. Но не привелось ему пожинать плоды своих трудов. Едва удалось ему поставить издание на желаемую высоту, едва закончены были предварительные работы, придавшие сложному механизму издания ту цельность и стройность, которые должны были обеспечить непрерывный ход дела и облегчить труд редактора, как похитила его беспощадная смерть. Много идей о надлежащей обработке тех или других статей, заботивших его, Иван Ефимович унёс с собою в могилу, но главное им сделано: выработав план издания, оно обеспечено литературными силами, приобрело известный вид.

### Последние дни
Иван Ефимович в буквальном смысле положил жизнь свою на служение Археологическому институту; с кафедры этого учреждения перед громадным собранием питомцев и почитателей прекраснодушного директора раздалось его предсмертное, глубоко прочувствованное слово; 12 мая 1891 года на акте Института произнесена была Иваном Ефимовичем приветственная речь слушателям, окончившим курс. В этой блестящей речи сказалась вся его способность связывать интересы науки с вопросами времени. Верный мысли о необходимости исторического изучения права, он указал будущим архивистам на важность их работ для правильнейшего разрешения насущных вопросов времени и в частности для организации общественного призрения, которому он сам так много послужил, от которого ожидал столько в будущем. Но для Ивана Ефимовича будущего уже не существовало: беспощадный недуг подкрадывался уже к своей жертве. Не отдохнув после энергичной речи, Иван Ефимович в легком пальто уехал домой. Простуда уложила его в постель, с которой он уже не вставал. Приглашенный врач констатировал у него на второй день катаральное воспаление правого легкого (сплошное) и небольшой воспалительный фокус слева, сзади, ниже угла лопатки. Болезнь сразу приняла чрезвычайно опасное течение. Температура все время, с небольшими перерывами, держалась в пределах 38,5 и 40°. До 11 часов ночи 19 мая сердце работало удовлетворительно, хотя катаральный процесс распространился и занял большую часть левого легкого. С 11 часов ночи впервые появились признаки ослабленной сердечной деятельности и перебои; показались впервые признаки отёка лёгких. Это угрожающее состояние, несмотря на все принятые меры, продолжалось вплоть до конца. Сознание не оставляло больного до последних минут его жизни. Ещё за 10 минут до кончины Иван Ефимович расспрашивал профессора Ведрова о ходе экзаменов в Училище правоведения. В 1 ч. 20 минут внезапно появился первый коллапс, благополучно устранённый своевременно принятыми мерами. Через 10 минут появился вторичный коллапс, немедленно перешедший в агонию, продолжавшуюся не более полуминуты. Скончался он 20 мая (1 июня) 1891 года в 1 час 30 минут и погребен в Новой Деревне, рядом с могилою его единственного сына. Училище правоведения с его покровителем принцем Александром Петровичем Ольденбургским во главе и громадная толпа учеников и почитателей провожали останки усопшего деятеля в его последнюю обитель. Число лиц и учреждений, пожелавших почтить память покойного возложением венков на его гроб, было так велико, что венки пришлось сложить на особые дроги, которые следовали за печальной колесницею. Венки были от Училища правоведения, от Санкт-Петербургского университета, от юридического факультета, от Совета Санкт-Петербургских присяжных поверенных и их помощников, от Военно-медицинской академии, от Медицинского совета, от Общества охранения народного здравия и прочих, но среди всех этих венков выделялся своею сердечною надписью серебряный венок от студентов Санкт-Петербургского университета. Эта надпись гласила: «Идеальному ректору, любимому профессору и честному человеку Ивану Ефимовичу Андреевскому».
Преждевременная и внезапная кончина Ивана Ефимовича вызвала отовсюду выражения соболезнования о тяжкой утрате, понесенной всем образованным русским обществом в лице этого достойнейшего общественного деятеля и ученого профессора. Высокий покровитель Археологического института, его императорское высочество великий князь Сергей Александрович, удостоил вдову покойного следующей телеграммой: «Всею душою сочувствую вашему горю; скорблю за учёный мир, теряющий в усопшем ревностнейшего служителя науки, оплакиваю дорогого моего учителя, благодарную память о котором сохраню навсегда. Сергий». Санкт-Петербургская городская дума, всегда отзывчивая к радости и горю русского общества, почтила в своих заседаниях 21-го и 23 мая 1891 года память усопшего выражениями глубокого своего соболезнования. Городской голова В. И. Лихачев напомнил думе о заслугах Ивана Ефимовича перед столичным общественным управлением. Гласный М. И. Семевский внёс в думу предложение почтить память покойного учреждением в Санкт-Петербургском университете городской стипендии имени Ивана Ефимовича Андреевского. Предложение М. И. Семевского было передано в городскую комиссию по делам благотворительности.

## Награды
- Орден Святого Станислава 2-й степени с императорской короной (1863)
- Орден Святой Анны 2-й степени (1867)
- Орден Святого Владимира 3-й степени (1869)
- Орден Святого Станислава 1-й степени (1877)
- Орден Святой Анны 1-й степени (1881)

Медали:
- Медаль «В память войны 1853-1856 гг.»